# マルワン・バルグーティ
マルワン・バルグーティ（アラビア語: مروان البرغوثي、英語: Marwan Barghouti、 1959年6月6日生まれ）は、パレスチナの政治指導者であり、イスラエルにより投獄される以前は選出された議員として活動し、二国家解決の提唱者として知られていた。
「パレスチナのネルソン・マンデラ」、「世界で最も重要な囚人」などと呼ばれ、現在は、イスラエルの刑務所に累計５回の終身刑で収監されている。

## 略歴
バルグーティは2002年、第二次インティファーダ初期まで、路上の抗議活動やパレスチナの外交のリーダーとして活動していたが、その際にイスラエルによって拘束され、イスラエル国内に移送された。イスラエルで行われた裁判で有罪判決を受け、5人の死亡をもたらした攻撃への関与により投獄されている。バルグーティはイスラエルが行った裁判の正当性を認めず、弁論もしなかったが、有罪とされた事件とは無関係であると主張した。国際オブザーバー組織、列国議会同盟の報告では、バルグーティが公正な裁判を受けておらず、証拠の信頼性にも大きな疑問があるとしている。

## 生い立ち
バルグーティはラマッラー近郊の村コバルで生まれた。同じくパレスチナの政治指導者である遠縁のムスタファ・バルグーティと同様に、バルグーティ家という名家の出身である。弟ムクベルは、兄を「いたずら好きで反抗的な少年」であったと評している。
1967年、バルグーティが7歳のとき、第三次中東戦争とそれに伴うナクサを経験した。イスラエルはヨルダン川西岸を違法に占領し、バルグーティの近隣住民が「パレスチナの旗を掲げた為に暴行を受け、逮捕された。村の周辺にはイスラエルの軍事拠点やユダヤ人入植地が続々と出現し、イスラエル兵は彼の家族の犬が吠えたため射殺した」という。

### ファタハ加入
バルグーティは15歳で政党ファタハに加入し、ヨルダン川西岸でファタハの青年運動（シャビーバ）の共同創設者となった。同年、彼はイスラエルにより初めて投獄され、18歳のとき、再び投獄された。後の記述によれば、その取り調べ中に彼は全裸にさせられ、脚を開いた状態で、股間を気を失うほど激しく打たれた。バルグーティは、刑務所内で過ごした4年間で高校卒業資格を取得し、獄中でヘブライ語も覚えた。
1983年、バルグーティは歴史学および政治学を学ぶためビルゼイト大学に入学した。度重なる逮捕と亡命により、学士号を取得したのは1994年だった。1998年には同大学で国際関係学の修士号を取得した。学部生時代にはファタハを代表して学生政治に参加し、学生評議会の議長を務めた。1984年、同じ学生であったファドワ・イブラヒムと結婚した。ファドワは法学部を卒業し、パレスチナ人囚人のための活動家として活動した後、現在では夫の釈放を求める運動を運動を先導している。
長男の誕生前、学生運動の指導者として活動していたバルグーティは3度目の投獄を受け、長男の誕生には立ち会えなかった。現在は、4人の子どもがいる。1987年5月、イスラエルは彼をパレスチナから追放。家族とともにチュニジアに移住し、1988年4月にはヨルダンへ移った。

## 第一次インティファーダ、オスロ合意、その後
第一次インティファーダ（1987-1993）の間、バルグーティは亡命先のヨルダンから西岸地区の活動家との連絡を保ち続けた。また、ヨルダンに亡命しながらも、30年以上にわたり闘争を続けてきたファタハの先輩らとも関係を築いた。1989年には、ファタハの内部議会にあたるファタハ革命評議会のメンバーに亡命先から選出された。のちに、「ファタハのヨルダン川西岸における書記長」となる。1994年4月、オスロ合意によりパレスチナへの帰国が可能になると、バルグーティは亡命世代と現地世代との橋渡し役となった。
バルグーティは、和平プロセスを強い支者であると同時に、イスラエル側の和平に対する本気度には懐疑的であった。1996年、ラマッラー選挙区からパレスチナ立法評議会の議員に選出されると、バルグーティはアラファート政権内の汚職や治安機関による人権侵害に批判し、積極的に外交活動にも参加。複数のイスラエル政治家や平和運動の指導者とも関係を築いた。
オスロ合意後に開催された一連の和平会議では、イスラエル側と白熱した議論を交わしたとされている。ある会議ではイスラエルの政治家メイール・シトリートが病に倒れた際、バルグーティはベッドの傍らに夜通し付き添ったとされている。1998年にはクネセト（イスラエル議会）の議員たちと面会し、出席者を「友人たち」と呼び、和平プロセスの強化を訴えた。
元イスラエル閣僚のハイム・オロンは、「彼はパレスチナ人の権利について語った。そして私がユダヤ人の権利について語ったとき、彼はそれを理解していた」と述べている。バルグーティのアシスタントによれば、彼はイスラエル人との面会を拒んだことは一度もなかったという。
1990年代後半には、オスロ合意で約束されたはずの独立国家に向けた進展が見られず、パレスチナ人の間に苛立ちが広がっていた。また占領下での生活の困難は次第に悪化し、市民団体や政治団体による抗議が頻発していた。パレスチナ解放機構のディアナ・ブットゥによれば、「マルワーンは毎週、毎週、すべての抗議行動に必ず顔を出していた」という。
イスラエルのジャーナリストのギデオン・レヴィによると、バルグーティはほぼすべてのイスラエル政党の中央委員会と面会し、和平プロセスが進展しない中、暴力への傾斜を警告していたという。
2000年夏、特にキャンプ・デービッド合意が決裂した後、バルグーティは失望し、「次なるインティファーダ」では大衆的な抗議と「新たな形の武装闘争」が展開されるであろうと述べた。

## 第二次インティファーダ

カランディア近くの分離壁に描かれたマルワーン・バルグーティの肖像画。

### 第二次インティファーダの勃発と政治的指導力
2000年9月、第二次インティファーダが始まり、バルグーティは、デモの指導者として、またパレスチナ人の権利と利益を代弁するスポークスパーソンとして、ますます人気を高めた。また、イスラエル軍に対抗して武器をとったファタハ内の若手活動家グループであるタンジームのリーダーとしても知られていた。バルグーティは自らを「軍人ではなく政治家」と表現していた。
バルグーティの主導するデモは、イスラエルの検問所まで歩き、そこで兵士との衝突することもあった。また、殺されたパレスチナ人の葬儀や抗議デモでの演説を通じて、イスラエルによる違法占拠が続く西岸地区とガザ地区からのイスラエル撤退を目指し、武力行使を支持する姿勢を示した。 
2002年にバルグーティは次のように述べている：
「私自身、そして私が属するファタハ運動は、イスラエル国内の民間人への攻撃や標的化には断固として反対している。ただし、自らを守り、イスラエルによる占領に抵抗し、自由を求めて闘う権利は保障されている。… 私はそれでも、将来の隣人であるイスラエルとの平和共存を望んでいる。1967年に占領されたパレスチナ領からの完全撤退に基づく、対等かつ独立したイスラエルとパレスチナの共存を追求している」

### イスラエルによる捕縛、取り調べ、裁判

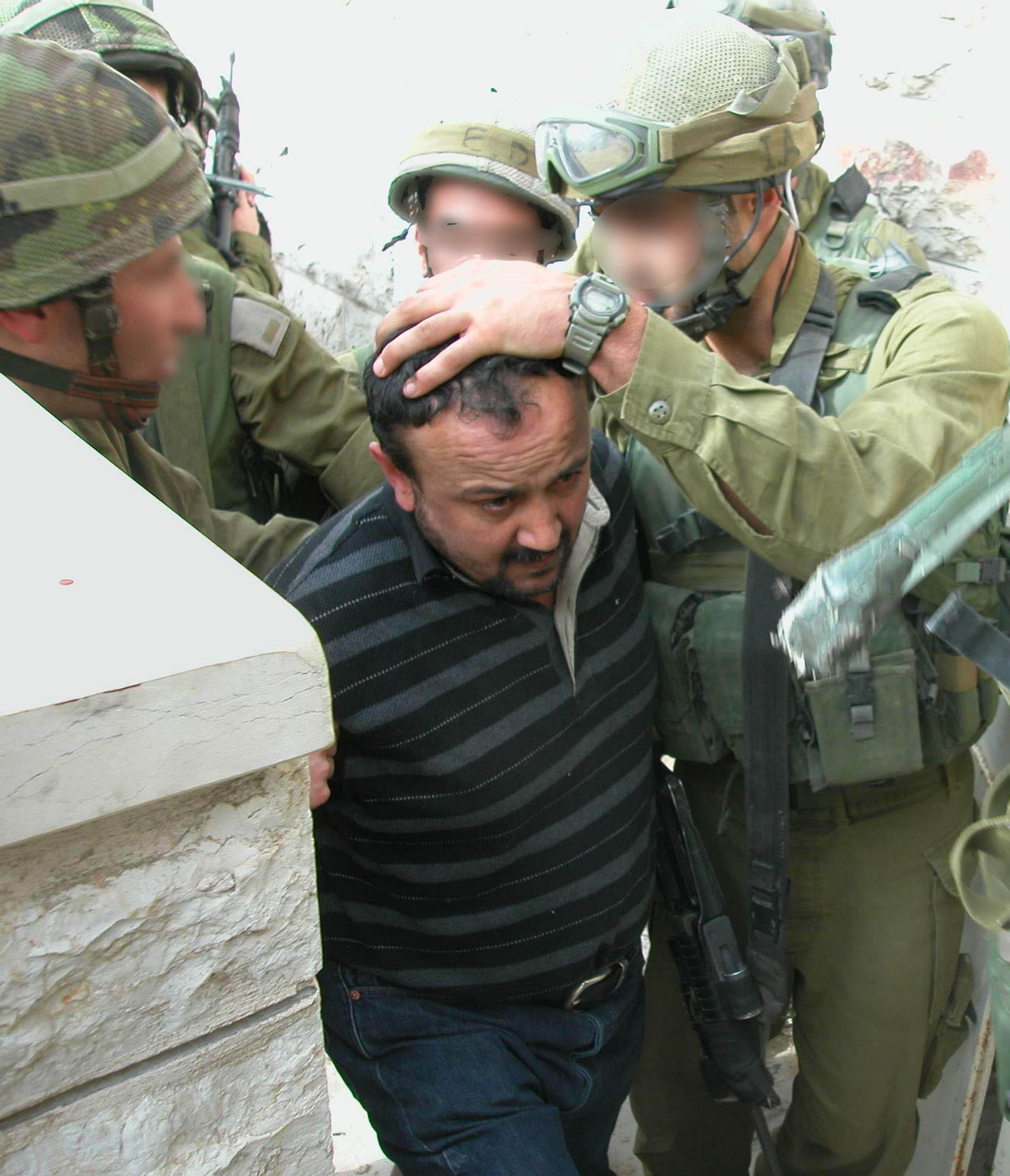
防護の盾作戦中、ラマッラーでイスラエル兵に逮捕されるバルグーティ

2002年4月15日、バルグーティは西岸地区の街、ラマッラーに侵攻したイスラエル兵により捕縛された。兵士らは民間の救急車に隠れて接近し、身柄を拘束し、モスコビア拘置所に移送された。およそ1ヶ月の間、弁護士との自由な面会は許可されなかった。
次に弁護士との自由な会話が許可された際、バルグーティは、極端な睡眠妨害の拷問と十分でない食事により健康を害していたと証言した。著書『1000日間の独房生活』において、背中に釘が突き出た拷問用の椅子に長時間座らされるなど、イスラエルによるシャベフと呼ばれる拷問手法を受けたと述べている。また、取り調べ中には自分や長男を殺すと脅されたとも述べている。

### 起訴内容、有罪判決、刑罰
2002年8月14日、イスラエル当局はバルグーティを以下の罪で起訴した：
- 殺人5件
- 殺人未遂多数
- テロ組織への加盟および支援
- 武器の不法所持
- 暴力の教唆

バルグーティは、アル・アクサ殉教者旅団がイスラエルの兵士および民間人に対して行った攻撃に起因する26件の殺人罪と殺人未遂罪で起訴された。バルグーティは、それら事件との関与を否定し、無罪を主張。そもそも裁判の正当性を認めなかった。彼は、イスラエルの占領に対する武装抵抗を支持すると強調したが、民間人に対する攻撃は強く非難した。
裁判は2003年9月からテルアビブ地方裁判所で行われ、バルグーティは法廷で、「私はこの裁判所を認めない。イスラエルの占領自体が違法であり、被占領国の市民を裁く権利を持たない」と主張した。
バルグーティの裁判を調査した国際オブザーバー組織、列国議会同盟によると、イスラエルによる拘束、裁判の過程で多くの国際法基準が無視された。捕縛されたラマッラーは、オスロ合意において、警察と司法の主権を含むパレスチナの自治権が合意されているZone Aに位置しており、イスラエル軍による侵攻とバルグーティの拘束、イスラエルでの裁判はパレスチナの主権を侵犯していると指摘した。
また、報告書によると、テルアビブで行われた裁判では、100人の証人が証言したが、そのうち96人は検察（イスラエル側）が召喚した証人で、バルグーティの証人は4人しか証言しなかった。イスラエルが召喚した96人の証人のうち、63人は事件の捜査官で、バルグーティの事件への関与について直接の証言はできなかった。証人のうち、12人は事件の被害者で、これもバルグーティの関与についての証言はなかった。検察が準備した証人のうち、21人がバルグーティの関与の直接的な知識を持っているとされたが、その証人もバルグーティの関与を認めなかった。それどころか、21人のうち12人は、明確にバルグーティが関与していなかったと証言した。
国際オブザーバー列国議会同盟によると、証人からの証言が得られなかったため、捜査官が事前に準備した調書を元に裁判が進められ、調書にはバルグーティが爆破テロの情報を事前に知っていた可能性があること、武器の購入資金を準備した可能性があることが証人によって語られていた。複数の証人らは裁判で、それら調書は取調べ中に脅迫されたものだと答えた。
2004年5月、イスラエルの裁判所は、バルグーティがテロ攻撃に関する最終決定を下し、有罪判決を下した。
- 殺人5件により終身刑5回（累計）
- 殺人未遂により禁錮40年

この裁判で、イスラエルの判決は、事実上、アラファート（と後にアッバス）の唯一の政治的ライバルを排除した。バルグーティは、マアシヤフ刑務所やハダリム刑務所など複数の施設に移送されながら、収監され続けている。

## 収監中の政治活動と運動
バルグーティは収監されて以降も、パレスチナ社会における象徴的な人物であり続け、囚人という立場から政治的発言を続けている。彼は、拘禁中においてもパレスチナ解放機構やファタハ内で影響力を維持してきた。
2002年の裁判以降、国際的な人権団体やアムネスティ・インターナショナル、ヒューマン・ライツ・ウォッチなどは、彼の裁判の公正性や拘禁条件について懸念を表明してきた。
バルグーティは、2017年に大規模な囚人ハンガー・ストライキを指導し、数百人のパレスチナ人囚人が拘禁条件の改善を求めて参加した。イスラエル当局は、彼が刑務所内で声明や指示を出すことを厳しく制限しているが、その影響力は依然として高いままである。
また、パレスチナ大統領選挙が実施された場合、収監されながらも最も有力な候補となると見なされている。世論調査によれば、彼はマフムード・アッバースやイスマイル・ハニーヤと並ぶ、最も人気のあるパレスチナ人指導者の一人である。